# Yoshiki Sato
Yoshiki Sato (佐藤 喜生 Sato Yoshiki?), född 6 november 1997 i Niigata prefektur, är en japansk fotbollsspelare.
Sato började sin karriär 2020 i Giravanz Kitakyushu.